# Kleinweisach

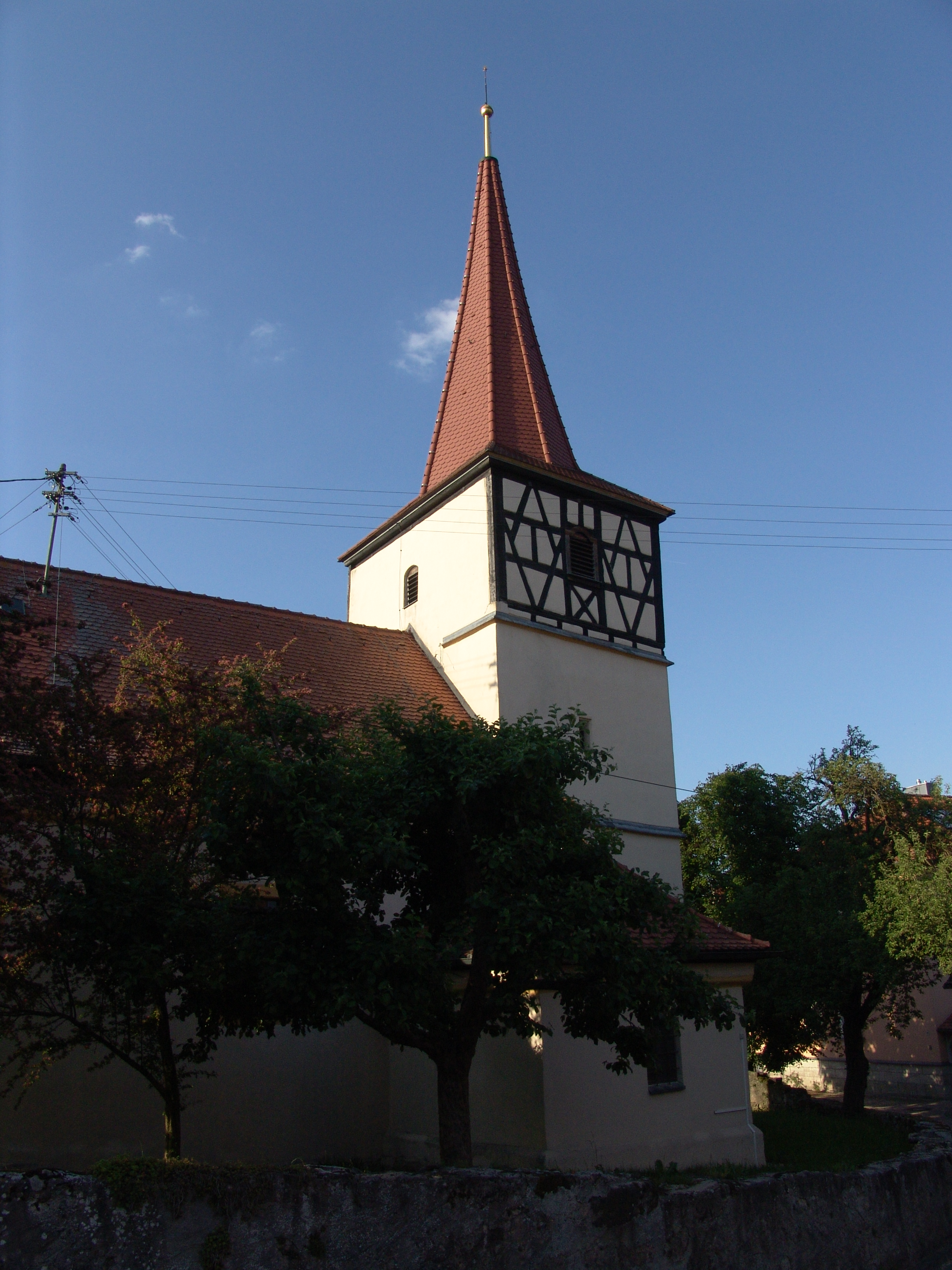
St. Maria (Kleinweisach)

Kleinweisach ist ein Gemeindeteil des Marktes Vestenbergsgreuth im Landkreis Erlangen-Höchstadt (Mittelfranken, Bayern). Die Gemarkung Kleinweisach hat eine Fläche von 14,215 km². Sie ist in 1542 Flurstücke aufgeteilt, die eine durchschnittliche Flurstücksfläche von 9218,57 m² haben. In ihr liegen neben dem namensgebenden Ort die Gemeindeteile Burgweisach, Dietersdorf, Kienfeld, Oberwinterbach, Ochsenschenkel und Pretzdorf.

## Geographie
Das Pfarrdorf Kleinweisach liegt rund 3 km nordwestlich von Vestenbergsgreuth zwischen den Ortschaften Breitenlohe im Norden, Burgweisach im Osten, Kienfeld im Süden und Hombeer im Westen. Durch den Ort fließt die Kleine Weisach. Im Süden grenzt das Deininger Holz an. Dort befindet sich der Wallberg (377 m ü. NHN). Im Norden ist der Ort von Acker- und Grünland umgeben.
Die Kreisstraße ERH 18 verläuft nach Pretzdorf (1,6 km westlich) bzw. nach Burgweisach (0,9 km östlich). Die Kreisstraße ERH 21/NEA 2 verläuft nach Breitenlohe zur Staatsstraße 2256 (1,7 km nordwestlich) bzw. nach Kienfeld (1,2 km südlich).

## Geschichte
Der Ort wurde im Würzburger Lehenbuch von 1317 als „Wisach“ erstmals urkundlich erwähnt. Benannt wurde der Ort nach dem Fluss, dessen Name weißer Bach bedeutet. Im Lehenbuch wurde ein Hermann Fokenschwinder als Lehensträger des Zehnten von zwei Hufen und einer Hofstatt im Ort aufgeführt. Auch das Hochstift Bamberg hatte lehnsherrliche Ansprüche im Ort. Im Bamberger Urbar von 1348 wurden drei Güter verzeichnet. Ein weiterer seit dem 15. Jahrhundert bezeugter Lehnsherr waren die Nürnberger Patrizier Rieter. Grundherren waren neben Bamberg und den Rietern, das Kloster Birkenfeld, das Kloster Münchsteinach, die Herren von Münster, die Herren von Vestenberg und die Grafen von Castell, die auch die Hohe Gerichtsbarkeit ausübten. Mit der Reformation wurden die Klöster säkularisiert und als Klosteramt Birkenfeld und Münchsteinach in das Markgraftum Brandenburg-Kulmbach einverleibt. Bei nur 12 Anwesen, die der Ort hatte, stellte dies eine hochgradige Zersplitterung bezüglich Vogtei und Steuer dar, was in den folgenden Jahrhunderten zu zahlreichen Auseinandersetzungen führte. Auch im Jahr 1801 hatte der Ort mit 11 Anwesen die gleichen grundherrlichen Verhältnisse.
Die Kirche wurde im Jahr 1444 zum ersten Mal erwähnt. Sie galt zu dieser Zeit als dringend erneuerungsbedürftig. Die Kirchenmauern, Chorturmfenster und Mauereinfriedung weisen darauf hin, dass der ursprüngliche Bau im 12. Jahrhundert entstanden sein muss. Die Rieter stifteten hierauf eine neue Kirche.
1806 kam Kleinweisach an das Königreich Bayern. Im Rahmen des Gemeindeedikts wurde 1808 der Ort dem Steuerdistrikt Breitenlohe zugeordnet. Bereits 1810 wurde der Steuerdistrikt und die Ruralgemeinde Kleinweisach gebildet, zu dem bzw. zu der Burgweisach, Dietersdorf, Kienfeld und Pretzdorf gehörten. Sie war in Verwaltung und Gerichtsbarkeit dem Landgericht Höchstadt zugeordnet und in der Finanzverwaltung dem Rentamt Höchstadt. In der freiwilligen Gerichtsbarkeit unterstanden 9 Anwesen dem Herrschaftsgericht Burghaslach (bis 1849). Am 31. Oktober 1819 wurde Hombeer in die Ruralgemeinde Kleinweisach umgemeindet, am 4. August 1823 wurde der Ort aber bereits an die neu gebildete Ruralgemeinde Altershausen abgegeben. Oberwinterbach und Ochsenschenkel kamen 1838 zur Ruralgemeinde Kleinweisach. Ab 1862 gehörte Kleinweisach zum Bezirksamt Höchstadt an der Aisch (1939 in Landkreis Höchstadt an der Aisch umbenannt) und weiterhin zum Rentamt Höchstadt (1919 in Finanzamt Höchstadt umbenannt, 1929–1972: Finanzamt Forchheim, seit 1972: Finanzamt Erlangen). Die Gerichtsbarkeit blieb beim Landgericht Höchstadt (1879 in das Amtsgericht Höchstadt an der Aisch umgewandelt), von 1959 bis 1973 war das Amtsgericht Forchheim zuständig, seitdem ist es das Amtsgericht Erlangen. Die Gemeinde hatte eine Gebietsfläche von 14,145 km².
Am 1. Januar 1972 wurde die Gemeinde Kleinweisach mit Dutendorf und Frickenhöchstadt zur neuen Gemeinde Weisachgrund zusammengeschlossen. Am 1. Mai 1978 wurde diese neue Gemeinde in den Markt Vestenbergsgreuth eingegliedert.

### Baudenkmäler
- Haus Nr. 2: Hülsenmühle
- Haus Nr. 4: Brauerei und Gastwirtschaft
- Haus Nr. 7: Ehemaliger evangelischer Pfarrhof
- Haus Nr. 14: Evangelisch-lutherische Pfarrkirche St. Maria

### Einwohnerentwicklung
Gemeinde Kleinweisach
| Jahr      | 1819   | 1840   | 1852   | 1855   | 1861   | 1867   | 1871   | 1875   | 1880   | 1885   | 1890   | 1895   | 1900   | 1905   | 1910   | 1919   | 1925   | 1933   | 1939   | 1946   | 1950   | 1952   | 1961   | 1970   |
| Einwohner | 398    | 643    | 600    | 624    | 636    | 613    | 617    | 596    | 637    | 636    | 588    | 555    | 538    | 549    | 576    | 573    | 536    | 492    | 462    | 691    | 608    | 524    | 445    | 398    |
| Häuser    |        |        |        |        |        | 99     |        |        | 101    | 100    |        | 98     |        |        |        | 93     |        |        |        | 96     |        | 96     |        |        |
| Quelle    | [ 15 ] | [ 16 ] | [ 16 ] | [ 16 ] | [ 17 ] | [ 18 ] | [ 19 ] | [ 20 ] | [ 21 ] | [ 22 ] | [ 23 ] | [ 16 ] | [ 24 ] | [ 16 ] | [ 25 ] | [ 16 ] | [ 26 ] | [ 16 ] | [ 16 ] | [ 16 ] | [ 27 ] | [ 16 ] | [ 11 ] | [ 28 ] |

Ort Kleinweisach
| Jahr      | 001819 | 001861 | 001871 | 001885 | 001900 | 001925 | 001950 | 001961 | 001970 | 001987 | 002018 | 002020 |
| Einwohner | 112    | 141    | 120    | 111    | 94     | 95     | 130    | 81     | 79     | 102    | 159    | 154    |
| Häuser    |        |        |        | 19     | 18     | 19     | 18     | 19     |        | 28     |        |        |
| Quelle    | [ 15 ] | [ 17 ] | [ 19 ] | [ 22 ] | [ 24 ] | [ 26 ] | [ 27 ] | [ 11 ] | [ 28 ] | [ 29 ] |        | [ 1 ]  |

## Religion
Der Ort ist Sitz der Pfarrei St. Maria und seit der Reformation evangelisch-lutherisch geprägt. Die Einwohner römisch-katholischer Konfession sind nach Kreuzerhöhung (Breitenlohe) gepfarrt.